# Unkulunkulu
En mitología zulú, Unkulunkulu (en zulú ancestro, pero también el más grande de lo grande o el más poderoso de lo poderoso (el todopoderoso) ) es la divinidad suprema, creadora de la humanidad. Está considerado el defensor y protector de la nación guerrera y una divinidad activa a pesar de su respetable edad. Otro nombre de Unkulunkulu es uThixo.

## Mitos
Se cree que Unkulunkulu creció en un junco en la ciénaga mítica de Uhlanga, el pantano de donde la humanidad nació. Y cuando alcanzó suficiente peso, cayó a la tierra.
Según el mito zulú de la creación, Unkulunkulu emergió del vacío y creó el primer hombre de la hierba, mientras que con la llegada de la muerte sobre la tierra, los zulús, como otras tantas poblaciones africanas, utilizan el mito del mensajero: envió a un camaleón para anunciar a la humanidad que eran inmortales. Sin embargo, el mensajero se detuvo a comer cerca de una mata y se retrasó. Unkulunkulu, que esperaba algún signo de gratitud por su magnanimidad, quedó defraudado. Así que envió a un lagarto a anunciar que eran mortales. El lagarto no se detuvo y consiguió transmitir su mensaje, decidiendo así, para siempre, el destino de los hombres.
A pesar de esta acción, Unkulunkulu está considerado un Dios bondadoso, pues como contrapartida a la desgracia de la muerte inevitable ofreció la institución del matrimonio, que permite a los valerosos guerreros zulúes tener hijos, además de dar a los hombres medicinas para las enfermedades, el fuego para cocinar y una morada para los muertos; los zulúes, de la misma forma que los bosquimanos creen que las estrellas son en realidad los ojos de los difuntos que cuidan del mundo.

## Aclaraciones
El dios es de hecho una deidad sin género, aunque las traducciones bíblicas del dios por parte de los misioneros cristianos de África del Sur etiquetaron incorrectamente a Unkulunkulu como específicamente del género masculino. A menudo se confunde a Unkulunkulu con Umvelinqangi (El que estaba al principio), el dios creador y omnipresente, que se manifiesta en forma de truenos y terremotos y creador de los primeros juncos de los cuales emergió el dios supremo Unkulunkulu.